# 基層文化
基層文化（きそうぶんか）は、ドイツの民俗学者ハンス・ナウマン（Hans Naumann、1886年-1951年）による文化観においてとくに強調された、民俗学の対象となる文化のことである。

## 概説
ナウマンによれば、一民族の文化は、「表層文化」と「基層文化」の二重構造を呈している。
基層文化は、いわば論理以前の思惟によって支えられ、それが具現化したものである。高度な価値創造の成果である表層文化、あるいは、いわゆるハイカルチャーとは異なり、素朴で日常的、集団的、また類型的な文化であり、伝承性の濃厚な文化である。そのなかには、表層文化が沈潜していったものもあるが、まったく基層文化より由来するものもある。それぞれの系統を明らかにすることにこそ民俗学における重大な課題があるとする。
日本において、民俗学の課題が基層文化の歴史的な究明にあると論じたのは哲学者務台理作であった。そこでは、慣行的生活全般が基層文化であるとされる。従来の歴史学が対象としてきた文化は、特殊的、個性的性格の濃い、一回性の性格をもつ文化である。これは、一国民の最高度の心情や神髄をあらわす表層文化であるが、その基底には伝承的、類型的性質の強い日常的文化がひそんでおり、この日常文化は反復性を際だった特徴としている。これが基層文化である。
したがって、この表層文化および基層文化はいずれも、支配階級と被支配階級、富者と貧者、貴族と庶民などの人間の類別とは必ずしも対応しない。担い手によって2つの文化があるのではなく、どの立場の生活文化であっても、いくらかの表層文化性、いくらかの基層文化性を併せもつと考えられる。すぐれた知識人は、より多く表層文化の創造に貢献し、村落に居住してきた常民は、より多く基層文化の伝承者として生活してきたというほどの差異があるのにとどまる。
なお、慶應義塾大学には、文学部および東アジア研究所のプロジェクトとしてアジア基層文化研究会が組織されており、Webページでは東アジアの基層文化に関する研究論文や各種の図像資料・映像資料の提供をおこなっている。